# Дахау (концентрационный лагерь)

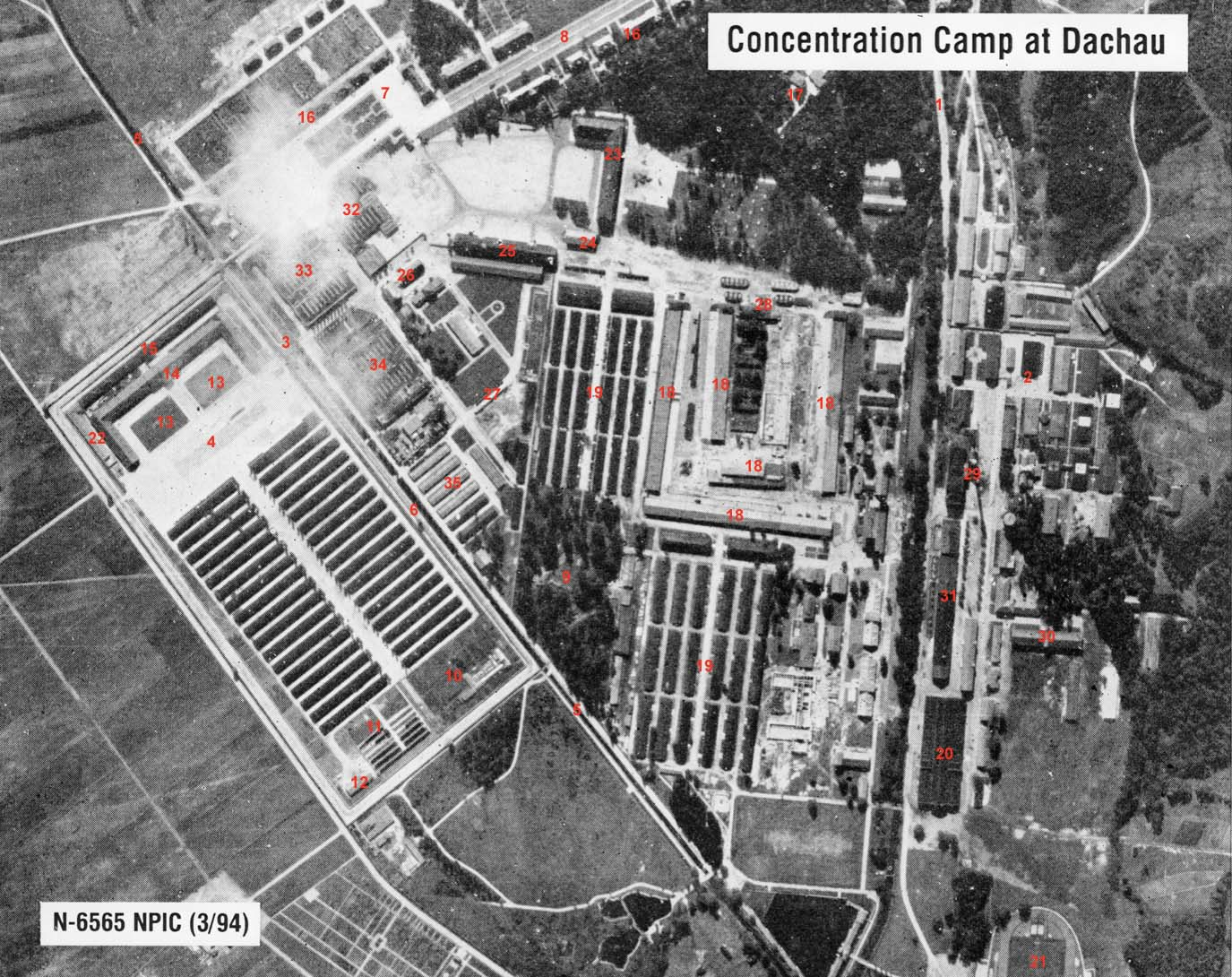
Концлагерь Дахау. Аэрофотосъёмка, 1941 Мемориальный музей Холокоста (США).

Даха́у (нем. Dachau) —  первый концентрационный лагерь на территории Германии, близ одноимённого города Дахау, Бавария. Основан в 1933 году. Получил печальную известность в связи с тем, что в нём проводились многочисленные эксперименты над людьми.

## История

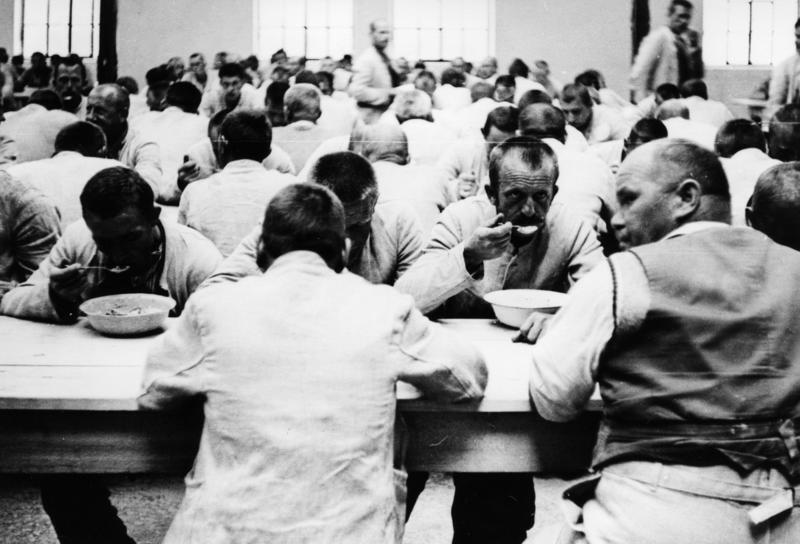
Заключенные за едой в бараке Столовая, один из 32 бараков концлагеря Дахау, фото нацистской пропаганды, 1933 год

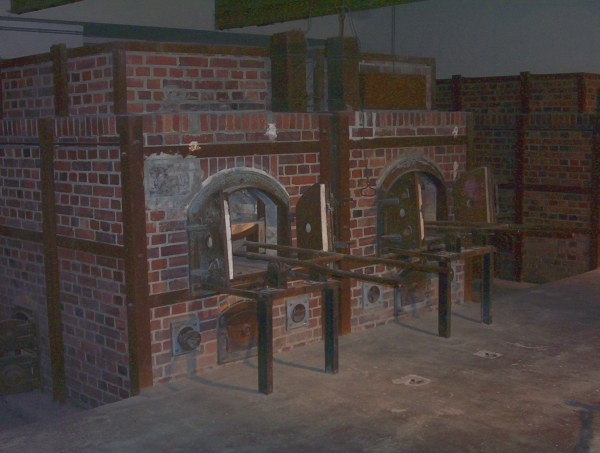
Печи лагерного крематория. Часть экспозиции мемориального комплекса

Концлагерь Дахау был основан 20 марта (по другим данным 22 марта) 1933 года в Дахау (федеральная земля Бавария), неподалёку от Мюнхена, на месте завода по изготовлению боеприпасов. Он был спроектирован Теодором Эйке, который затем стал его вторым комендантом. Очень многое Эйке внёс и в функционирование самого концлагеря. Построенный им лагерь считался эталоном для других концентрационных лагерей. Эйке разработал систему, при которой надзиратели выбирались из числа заключённых, которые для облегчения собственной участи готовы были проявлять наибольшую жестокость в обращении с другими узниками. 27 февраля 1933 года произошёл поджог Рейхстага, а уже в марте указом президента Гинденбурга было введено чрезвычайное положение сроком на 5 лет. Чрезвычайное положение развязало национал-социалистам руки, сразу начались аресты членов Коммунистической партии Германии.
С этого момента и до начала Второй мировой войны в Дахау содержались люди, считавшиеся, согласно расовой теории, «загрязняющими» «арийскую расу», а также политические противники нацистского режима, прежде всего коммунисты, социалисты, и просто асоциальные элементы: проститутки, наркоманы и тому подобные. Некоторые из них (не евреи и не коммунисты), пройдя процесс «перевоспитания» (который в первой половине 30-х годов мог составлять всего несколько месяцев), затем выходили на свободу. Концлагерь стал первым «опытным полигоном», где отрабатывалась система наказаний и других форм физических и психологических воздействий на заключённых. Узники Дахау принудительно трудились в качестве бесплатной рабочей силы на окрестных промышленных предприятиях, в том числе на производствах концерна «ИГ Фарбениндустри».
Количество евреев, заключенных в Дахау, резко выросло после Хрустальной ночи (10-11 ноября 1938 года), их число превысило 10 тысяч.
Осенью 1941 года в концлагеря стали массово перевозить и уже там казнить отобранных из лагерей военнопленных советских командиров и политработников — было убито по меньшей мере 34 000 человек. В Дахау расстрелы осуществлялись на полигоне Хебертсхаузен.

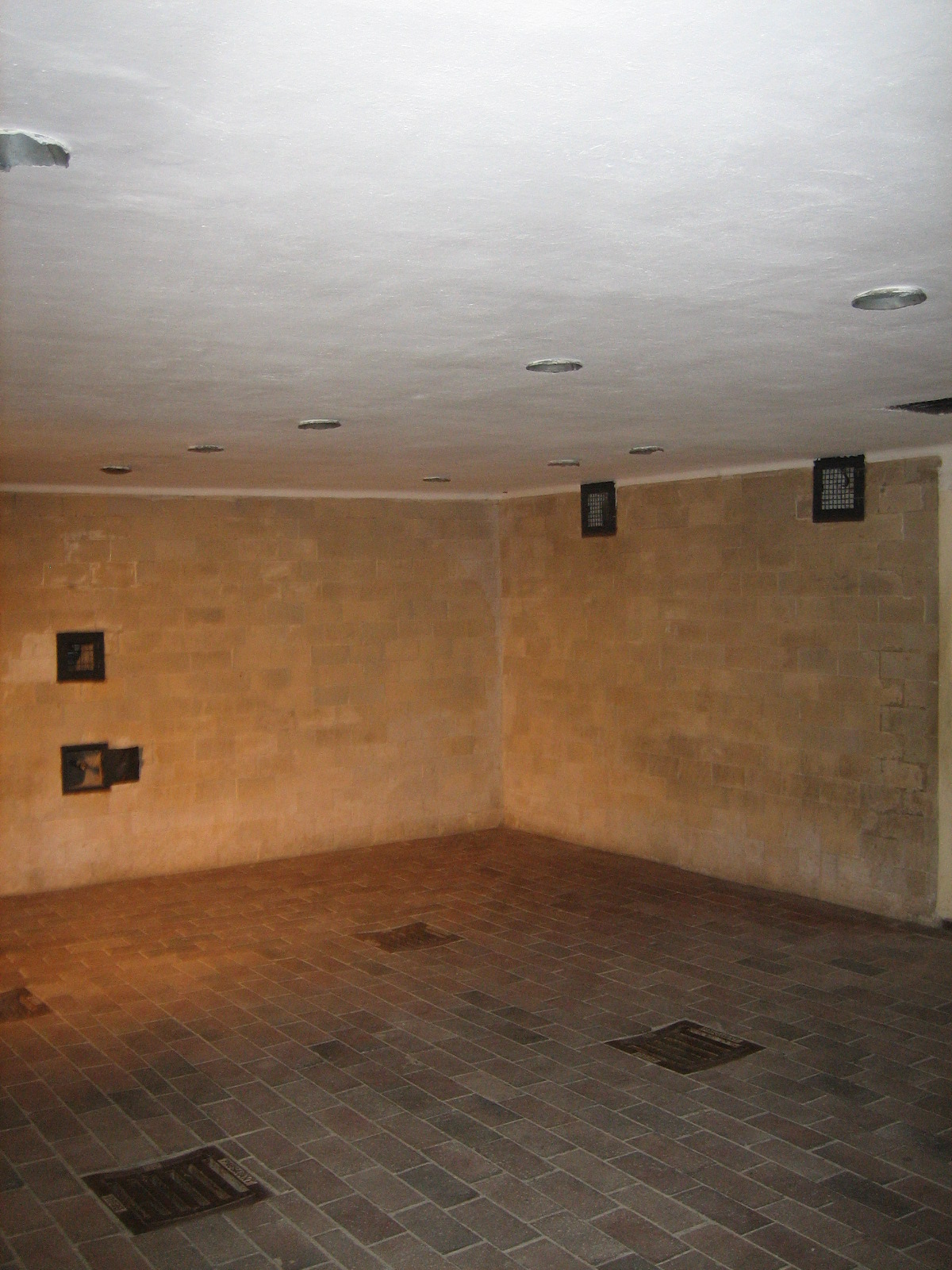
Газовая камера. Согласно объяснениям к экспозиции, использовалась для разработки технологии уничтожения

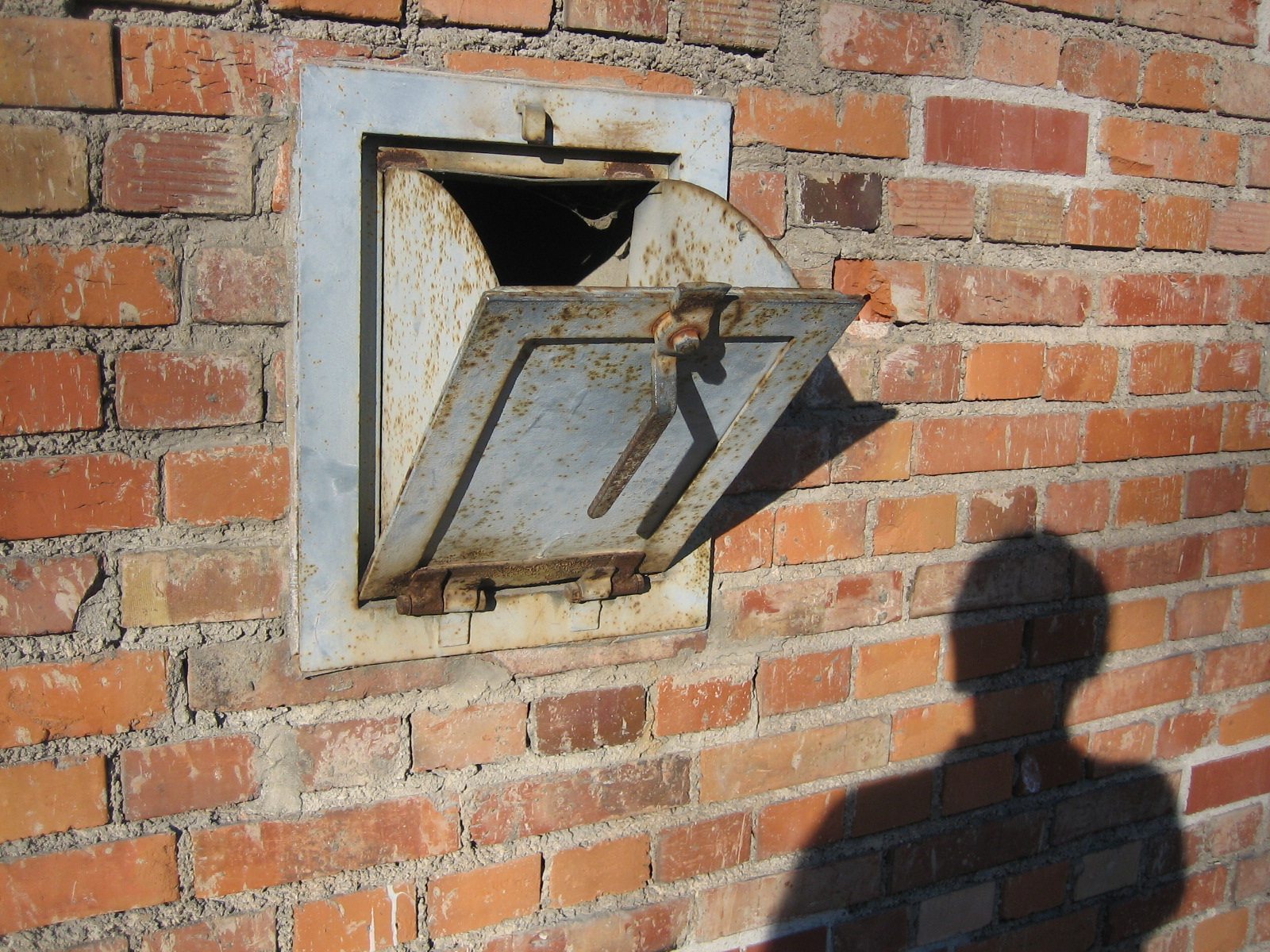
Персонал в противогазах вскрывал консервные банки, забрасывал в вентиляционные люки абсорбционный материал Циклон Б и закрывал их. Высвободившийся газ поступал через вентиляцию в камеры

Действовавшая в Дахау подпольная организация заключённых во главе с Вальтером Неффом и Георгом Шерером 28 апреля 1945 года, за день до прихода американских войск, подняла восстание, сорвав существовавший план уничтожения оставшихся в живых заключённых.

## Освобождение лагеря

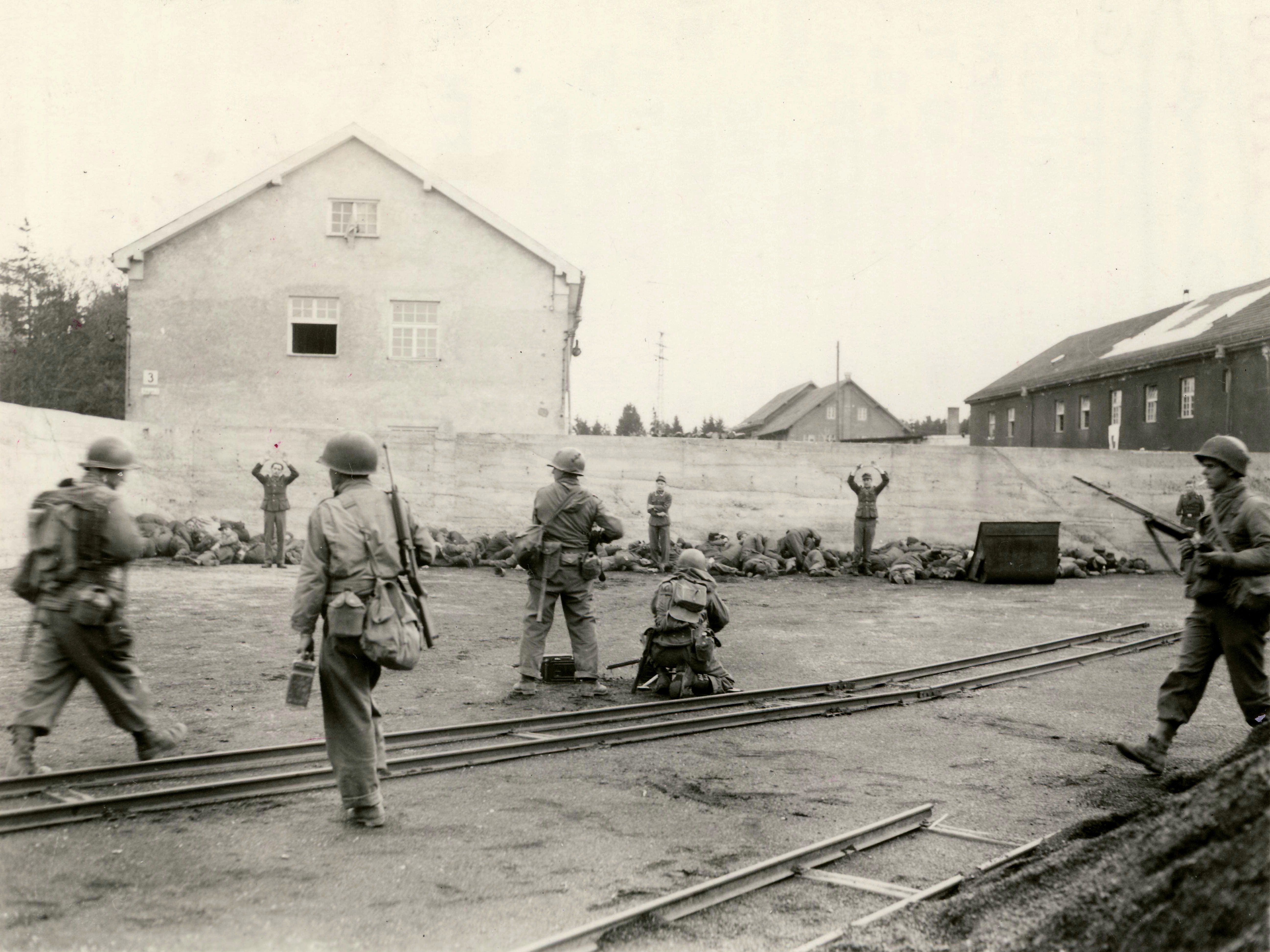
Расстрел немецких военнослужащих

29 апреля 1945 года, при освобождении концлагеря американскими солдатами из 45-й дивизии пехоты США, входившей в состав 7-й армии, произошёл инцидент, известный как «Бойня в Дахау», когда американские солдаты и бывшие узники лагеря на протяжении нескольких часов избивали, пытали и убивали охранников лагеря, сдавшихся им в плен без сопротивления.
Хронология событий:
6:00 Новый комендант лагеря, оберштурмфюрер СС Хейнрих Скодзенский (нем. SS-Obersturmführer Heinrich Skodzensky) отдал своим подчинённым приказ сдаться. На тот момент под его командованием находилось около 560 человек, часть из них — раненые военнослужащие в госпитале.
10:55 Комендант Скодзенский вышел навстречу американцам, но был убит в завязавшейся перестрелке при попытке сдать лагерь.
11:00 Части третьего батальона 45-й американской дивизии вошли в лагерь.
11:30 Американские солдаты, находясь под впечатлением от увиденного в лагере, убивают сто двадцать два пленных немецких солдата, в основном из войск СС. Вырвавшиеся заключённые убивают ещё около сорока охранников, часть из них голыми руками.
12:00 Порядок в лагере временно восстановлен. Триста пятьдесят восемь немецких солдат взяты в плен, многие из них — поднятые с коек раненые солдаты из госпиталя.
12:05 Пулемётчик по кличке «Птичий глаз» (англ. Birdeye) неожиданно закричал: «Они пытаются сбежать!» — и открыл огонь из пулемёта 30-го калибра, убив двенадцать солдат до того, как подполковник Феликс Спаркс (англ. Lt. Colonel Felix L. Sparks) оттолкнул его от пулемёта со словами: «Какого чёрта ты делаешь?!»
12:15 Порядок снова восстановлен.
12:30 Большая часть заключённых возвращена в свои бараки.
14:45 Триста сорок шесть пленных немецких солдат расстреляны у стены блока C. Как минимум, один немецкий солдат был забит заключёнными там же. Выживших добили одиночными выстрелами.
18:00 Прибывают дополнительные части для помощи в охране лагеря.
Никто из участников казни не понёс наказания, все обвинения генералом Паттоном были сняты. Результаты расследования подполковника Джозефа Витэйкера (англ. Lt. Col. Joseph Whitaker) от 8 июня 1945 года были засекречены. В 1992 году расследование было рассекречено.
Из пятисот шестидесяти охранников лагеря:
- Расстреляно на месте — 122
- Убито заключёнными — 40
- Расстреляно из пулемётов — 358
- Убито в перестрелке — 30
- Бежало — 10

## Состав
Лагерь имел 123 различных филиала и внешние команды. Площадь территории равнялась 235 гектарам.
Перечень филиалов (в скобках название предприятия, действующего в этом филиале): Айбинг (NEU), Аллах (Организация Тодта), Аллах/Карсфельд/Моозах (Организация Тодта), Аллах-Ротвайге (Организация Тодта), Аллерсдорф-Либхоф, Амперсмохинг, Асбах-Бойменхайм (Messerschmitt), Аугсбург (Messerschmitt), Аугсбург-Пферзее (Messerschmitt), Аугсбург-Хаунштеттен, Аугустенфельд-Польнхоф, Ауфкирх-Кауфбойерн (Dornier), Бад-Ишль Сент-Вольфганг, Бад-Ишль, Бад-Тёльц (офицерская школа СС), Байернзойен, Байрисхецель, Биргзау-Оберсдорф, Бихль, Блайнах (BMW), Брунигзау, Бургау (Messerschmitt), Бургкирхен, Бургхаузен, Вейдах, Вейльгейм, Вейссензее, Виккинг, Вольфратсхаузен-Гетлинг, Вурах-Вольхоф, Габлинген (Messerschmitt), Гармиш-Партенкирхен, Гермеринг-Нойаубинг, Гмунд, Гримольсрид-Миттенойф (Организация Тодта), Донауворт, Дурах-Коттерн (Messerschmitt), Ётцталь, Зальцбург, Зальцвег, Зандхоффен, Заульгау, Зеехаузен-Уффинг, Зюдельфельд, Ингольштадт, Иннсбруг, Иттер, Кайфбойрен (BMW), Кайферинг-Эрптинг (ему были подчинены филиалы — Ландсберг, Лехфельд, Миттель-Нойфнах, Ридерло, Туркгейм, Туркенфальд, Хурлах, Шваббег, Швабмюнхен, Юттинг), Карлсфельд (Организация Тодта), Кауферинг (Организация Тодта/Messerschmitt/Dornier), Кемптен-Котерн, Кёнигзее, Крукльхальм, Лайинген (Messerschmitt), Ландсхут-Байерн (Организация Тодта), Либхоф, Линд, Лохау, Лохоф, Лоххаузен (BMW), Маркт-Шваббен, Моозах (Организация Тодта/BMW/Messerschmitt), Мошендорф-Хоф, Мюльдорф (лесные лагеря V и VI — Меттергейм и Обертауфкирхен соответственно), Мюльдорф (Организация Тодта), Мюнхен, Мюнхен-Зендлинг, Мюнхен-Рим (Организация Тодта), Мюнхен-Фридман, Мюнхен-Швабинг, Нюрнберг, Нойбург-Донау, Нойфарн, Нойштифт, Обердорф, Оберфохринг, Оттобрунн, Пассау, Пуххайм, Радольфцель, Розенхайм, Рордорф-Танзау, Ротшвайге-Аугустенфельд (Организация Тодта), Сент-Гильден/Вольганзее, Сент-Ламбрехт, Строительная бригада XIII, Траунштайн, Тротсберг (BMW), Трутскирх-Тютцинг (Dornier), Ульм, Унтершлейссгейм, Фалепп, Фейстенау, Фельдафинг, Фишбахау, Фишен (Messerschmitt), Фишхорн/Брук, Фрейзинг, Фридольфинг, Фридрихсшафен, Фульпмес, Фуссен-Планзее, Халлейн, Хальфинг, Хауяхам-Фордерекард, Хейдехайм, Хеппенхайм, Хоргау-Пферзее (Messerschmitt), Цангберг, Шлахтерс-Зигмарсцель, Шлейссгейм, Шпитцингзее, Штайнхеринг, Штефанскирхен (BMW), Штробль, Элльванген, Эммертинг-Гендорф, Эхинг (Организация Тодта), Эшельбах, Юрберлинген.

## Коменданты
- Штандартенфюрер СС Хильмар Векерле (с 22 марта по 26 июня 1933 года)
- Штандартенфюрер СС Теодор Эйке (с 26 июня 1933 года по 4 июля 1934 года)
- Оберфюрер СС Александр Рейнер (с 4 июля по 22 октября 1934 года)
- Оберфюрер СС Бертольд Маак (с 22 октября по 12 января 1935 года)
- Оберфюрер СС Генрих Дойбель (с 12 января 1935 года по 31 марта 1936 года)
- Оберфюрер СС Ганс Лориц (с 1 апреля 1936 года по 7 января 1939 года)
- Гауптштурмфюрер СС Александер Пиорковски (с 7 января 1939 по 1 сентября 1942 года)
- Оберштурмбаннфюрер СС Мартин Готтфрид Вайс (с 1 сентября 1942 года по 31 октября 1943 года)
- Оберштурмбаннфюрер СС Эдуард Вайтер (с 1 ноября 1943 года по 26 апреля 1945 года)
- Оберштурмбаннфюрер СС Мартин Готтфрид Вайс (с 26 по 28 апреля 1945 года)
- Оберштурмфюрер СС Генрих Скодзенски (с 28 по 29 апреля 1945 года)

## Мемориальные мероприятия
3 мая 2015 года в Германии прошли памятные мероприятия, посвящённые 70-летию освобождения концентрационного лагеря Дахау. По случаю этой даты в одноимённый мемориальный комплекс съехались политики со всей ФРГ, бывшие узники, американские солдаты.
В ходе памятных мероприятий в память о погибших были возложены венки, состоялось богослужение.
4 сентября 2019 года в мемориальном комплексе Дахау прошла траурная церемония, посвященная 75-летней годовщине расстрела девяноста двух военнопленных красноармейцев — руководителей подпольной организации «Братский союз военнопленных» (БСВ). Организатор мероприятия — Фонд Александра Печерского, открывший новый мемориальный проект «Непокоренные. Сопротивление в нацистских концлагерях».
В ходе траурной церемонии гости возложили венки у крематория, где были казнены подпольщики.

## Участники сопротивления в Дахау
- Озолин, Карл Карлович
- Хайрутдинов, Музагит Хайрутдинович

## В культуре
Главный герой фильма «Остров проклятых», бывший федеральный маршал США (в роли — Леонардо ди Каприо), страдает от кошмаров, вспоминая завалы трупов, увиденные при освобождении Дахау. Кроме того, он вспоминает факт расстрела охраны лагеря и говорит, что это было убийство, а не война.